# ファントムエネルギー
ファントムエネルギーは、宇宙の膨張の加速を宇宙定数よりも強力なダークエネルギーの仮想上の一形式（ファントムエネルギーは {\displaystyle w<-1} の状態方程式を満足する）。存在するとすれば、宇宙の膨張を速やかに加速し、ビッグリップとして知られる宇宙進化シナリオの要因となる。これが正しいとすれば、宇宙の拡大は有限な時間内に無限程度に達し、際限なく加速する拡大の要因となる。この加速は光速を凌駕し（これは宇宙そのものの拡大を意味し、内部を移動する粒子のことではない）、観測可能な宇宙の縮小の要因となる。それは遠い星から放出された光や情報は拡大に”追い付く”ことができないからである。観測可能な宇宙の制約により、物体は基本的な力を介して相互に干渉できなくなる。そして最後には宇宙の拡大速度の増大によって、たとえ原子間であっても相互作用を及ぼしあうことができなくなり、宇宙に存在する全ての物質は引き裂かれてしまう。これはビッグリップの特徴としての宇宙の終焉である。
2007年に、サイクリック宇宙論への説明としてファントムエネルギーが検討された。